# Telčské údolí
Telčské údolí je jedno z nejzachovalejších údolí v Krušných horách. Rozkládá se podél Telčského potoka, pramenícího v rašeliništi Na spáleništi,[rozpor] nedaleko Lesné. Svahy údolí lemují různé skalní útvary – např. Na Volárně, Rolnička, Lesní masiv či Velká stěna. Nedaleko hranic s Německem ústí do Načetínského údolí, kterým protéká Načetínský potok. V blízkosti ústí a soutoku obou potoků se rozkládá PR Buky a javory v Gabrielce. V letech 1779–1955 zde stávala osada Gabrielina Huť, po odsunu Němců téměř vylidněná. Do současnosti se po ní dochoval Lesní rybník a drobné zbytky budov.

## Dostupnost
Údolím vede modře značená turistická stezka od Rudolic v Horách na Brandov a také trasa naučné stezky Gabrielka.